# Гуторович, Николай Леонардович
Николай Леонардович Гуторович — советский и российский оперный тенор, Заслуженный артист РСФСР.

## Биография
Н. Л. Гуторович родился 14 февраля 1937 года в г. Киев (УССР). Отец — инженер, мама — преподаватель фортепиано.
Во время ВОВ, в 1941 году семья вынужденно переехала жить в г. Ижевск. Там Н. Гуторович окончил среднюю школу и машиностроительный Институт.
С детства любил петь. Обладал музыкальным слухом. Первым учителем музыки была мама.
В 1966 году окончил Московскую консерваторию (класс В. Г. Шушлина).
С 1965 года начал работать в Московском музыкальном театре им. К. Станиславского и В. Немировича-Данченко.
В 1968 году вступает в брак. Жена, артистка театра — Захаренко, Лидия Константиновна .
Н. Л. Гуторович постоянно вёл активную концертную деятельность, гастролировал в ФРГ, Швейцарии, Японии, Австрии, Польше, Югославии.

## Звания и премии
- Заслуженный артист РСФСР(1979)
- Лауреат премии Фонда И. Архиповой.
- Дипломант III Всесоюзного конкурса вокалистов им. Глинки (1964).
- Диплом Министерства культуры СССР за

лучшее исполнение партий Водемона и Безрукого солдата («Виринея» С. М. Слонимского).

## Московский музыкальный театр им. К. Станиславского и В. Немировича — Данченко
ТЕАТРАЛЬНЫЕ РОЛИ
- Ленский и Трике («Евгений Онегин» П. И. Чайковского),
- Водемон («Иоланта» П. И. Чайковского),
- Антонио и Дон Хером («Обручение в монастыре» С. С. Прокофьева),
- Принц («Любовь к трем апельсинам» С. С. Прокофьева),
- Граф Альмавива («Севильский цирюльник» Дж. Россини),
- Рудольф («Богема» Дж. Пуччини),
- де Грие («Манон» Ж. Массне),
- Парис («Прекрасная Елена» Ж. Оффенбаха),
- Беппо («Паяцы» Р. Леонкавалло),
- Родериго («Отелло» Дж. Верди),
- Чекалинский («Пиковая дама» П. И. Чайковского),
- Риккардо («Эрнани» Дж. Верди).

## Аудиозаписи
- Народная хоровая капелла Дворца культуры им. С. Горбунова. Рус. нар. песня «Однозвучно гремит колокольчик». Фирма Мелодия. Д29073-4.
- «Вокальные сочинения молодых композиторов Москвы». Фирма «Мелодия», 1982. В. Дяченко «Дорожные элегии»(5 песен).
- «Поэзия Н. Некрасова в музыке». Фирма «Мелодия».
- С. Танеев. «Бьётся сердце беспокойное».
- «Вивея Громова». Фирма «Мелодия»,1967 г.
- П. И. Чайковский. Дуэт Иоланты и Водемона из оперы «Иоланта».
- И. Стравинский «Мавра». Роль Гусара. Фирма «Мелодия».
- «Старинные романсы». Фирма «Мелодия».

Поют романсы Л. Захаренко и Н. Гуторович. Партия гитары — А. Мартынов.
- Д. Кабалевский. Кола Брюньон. Опера в трех действиях. Фирма «Мелодия» 33СМ-04245-50.

Партия Тенора.
- Глинка М. И. «Романсы и песни». Романсы «Скажи, зачем» и « Только узнал я тебя».
- С. СЛОНИМСКИЙ (1932) «Виринея», опера в 3 д. — К. Абдуллаев. Роль — Безрукий солдат.